# The Stone Is Not Hit by the Sun, nor Carved with a Knife
The Stone Is Not Hit by the Sun, nor Carved with a Knife è il ventesimo album in studio del gruppo musicale canadese Nadja, pubblicato nel 2016.

## Tracce
1. The Stone – 10:21
2. The Sun – 11:52
3. A Knife – 34:56
4. Untitled IV – 22:50

## Formazione

### Gruppo
- Aidan Baker – voce, batteria, chitarra, flauto
- Leah Buckareff – voce, basso